# جوزپه اولمو
جوزپه اولمو (ایتالیایی: Giuseppe Olmo; ۲۲ نوامبر ۱۹۱۱ – ۵ مارس ۱۹۹۲) دوچرخه‌سوار اهل ایتالیا بود.
وی در مسابقات کشوری و بین‌المللی در مجموع برندهٔ ۱ مدال طلا، ۱ مدال نقره شده‌است.